# Мице Янкуловски
Мице Янкуловски - Мицко (на македонска литературна норма: Мице Јанкуловски) е художник, карикатурист от Северна Македония.

## Биография
Роден в 1954 година в охридското село Сливово, тогава във Федеративна народна република Югославия. Завършва Архитектурен факултет.
Първите му илюстрации са публикувани, когато е на 7 години, във вестник „Колибри“. От 1969 година Янкуловски се занимава с комикси, рисунка, сатирични дела на стъкло, анимация. От 1974 година отговаря за хумора и сатирата и рисува карикатури във вестник „Студентски збор“. В 1978 година дебютира във Вардар филм с рисувания филм „Повлечи – потегни“. Работи при Дарко Маркович и с Делчо Михайлов. Председател е на Филмовата младеж на Македония.
Има над 40 самостоятелни изложби в родината си и по света – Скопие, Рим, Париж, София, Варна, Анкара, Загреб. Носител е на 12 домашни и международни награди и признания. Директор е на галерията и на биеналето за комикс „Остен“ в Скопие. В 2019 година е един от петимата наградени автори на Международното биенале за съвременно изкуство във Флоренция, Италия, с наградата за цялостно творчество „Лоренцо ил Манифико“.